# Ruvo di Puglia
Ruvo di Puglia es una ciudad y un municipio italiano de 25.635 habitantes de la provincia de Bari (región de Apulia), dedicada esencialmente a la agricultura, el viñedo y el olivar. Forma parte del paisaje kárstico de las Murge.

## Geografía
El territorio de Ruvo es conocido por sus viñedos y olivares, y es uno de los más grandes de la provincia de Bari. Es muy interesante su zona de bosque, con muchos robles negros y un considerable sotobosque. El territorio está comprendido dentro del parque nacional de Alta Murgia y muestra elementos típicos del paisaje kárstico apuliano: dolinas, valles kársticos (llamadas "Lame") entre los que se encuentran el curso superior del Lama Balice y varias cuevas. Dos importantes cavernas que deben mencionarse son «La Grave della Ferratella» (que es la más profunda en la región apuliana), y el «Abisso di Notarvincenzo».

## Evolución demográfica
| Gráfica de evolución demográfica de Ruvo di Puglia entre 1861 y 2001 |
|                                                                      |
| Fuente ISTAT - elaboración gráfica de Wikipedia                      |

## Historia
Los hallazgos arqueológicos más antiguos de la zona datan del siglo IX a. C. En el siglo III a. C. comerciaban con la Magna Grecia, Etruria y Grecia. Con el Imperio romano fue primero una fortaleza militar y más tarde un municipum; después estuvo gobernada por los bizantinos, los sarracenos y los normandos. Luego formó parte del condado de Conversano.
Después de los dominios aragonés y francés fue feudo de la familia Carafa, hasta la abolición del feudalismo en 1806.

## Principales lugares de interés

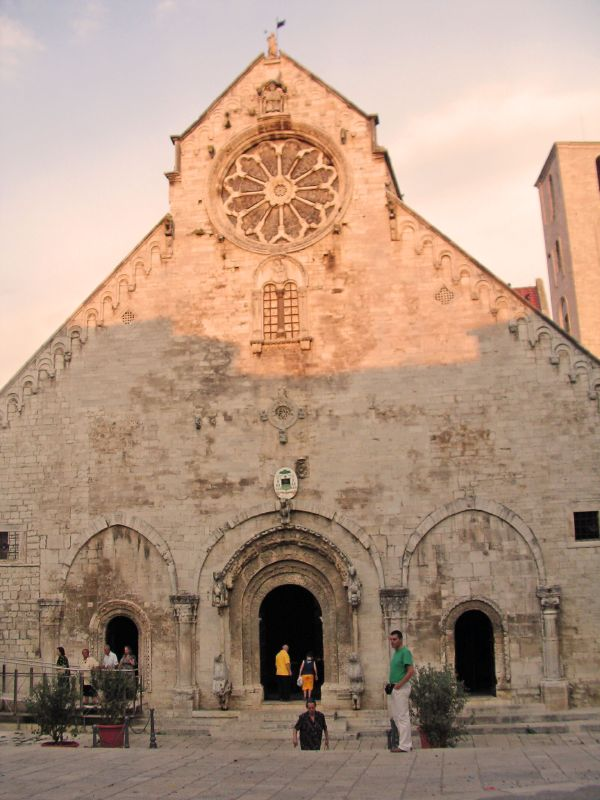
La catedral de Ruvo di Puglia.

- El Duomo o catedral es uno de los más famosos ejemplos de arquitectura románica apuliana. La fachada tiene tres portales y numerosas decoraciones, representando símbolos cristianos así como grifos y otras figuras fantásticas. Hay dos rosetones. El interior tiene una nave central y dos laterales que acaban en un transepto. Entre las numerosas obras de arte, una estatua de madera y el relicario de San Blas, un fresco retratando a la Virgen con Niño y San Sebastián, una tabla de la Virgen de Constantinopla y una notable cruz de madera. Bajo la iglesia hay restos de una iglesia paleocristiana y tumbas romanas.
- Palazzo Jatta (siglo XIX)
- Iglesia de la Madonna di Calendano, en la frazione homónima.

Entre los personajes famosos nacidos en Ruvo di Pugliase encuentra Gianluca Basile
El centro histórico de Ruvo es uno de los centros históricos más importantes de Apulia. Fue destruido tres veces. En el Centro Histórico de la Ruvo hay muy Importants acumulación histórica como: la Catedral, Las Remeins del castillo de Ruvo, Palazzo Caputi, Palazzo Spada, Palacio y Museo Jatta, Palazzo Avitaja, La Iglesia Redentor, La Iglesia del Purgatorio, El hipogeo bajo la catedral con remeins de la iglesia paleocristiana y Roman Tombs, la Torre del Reloj, el Dante Aligheri Park, la plaza Matteotti, Cavour Street, Giovanni Calle Jatta, los remeins de las paredes defensivas medievales con las torres, Vittorio Veneto Street, calle de la catedral, el Madonna de Iglesia de Calentano (en el campo, en la aldea de Calentano). 
El Museo Jatta es el único museo italiano que tiene una colección familiar privada que data de 1800. Conserva aún hoy los antiguos frascos griegos y el famoso tarro de Talos.
Las Cuevas de San Cleto, bajo la iglesia del Purgatorio, en el casco antiguo, centro histórico.